# Nososticta emphyla
Nososticta emphyla – gatunek ważki z rodziny pióronogowatych (Platycnemididae).